# Пояна-Маре (Долж)
Пояна-Маре (рум. Poiana Mare) — село у повіті Долж в Румунії. Адміністративний центр комуни Пояна-Маре.
Село розташоване на відстані 249 км на захід від Бухареста, 75 км на південний захід від Крайови.

## Населення
За даними перепису населення 2002 року у селі проживали 10 636 осіб.
Національний склад населення села:
| Національність            | Кількість осіб | Відсоток |
| ------------------------- | -------------- | -------- |
| румуни                    | 10211          | 96,0%    |
| цигани                    | 412            | 3,9%     |
| не вказали національність | 5              | < 0,1%   |

Рідною мовою назвали:
| Мова                  | Кількість осіб | Відсоток |
| --------------------- | -------------- | -------- |
| румунська             | 10374          | 97,5%    |
| циганська             | 243            | 2,3%     |
| не вказали рідну мову | 10             | 0,1%     |